# Anaplastología

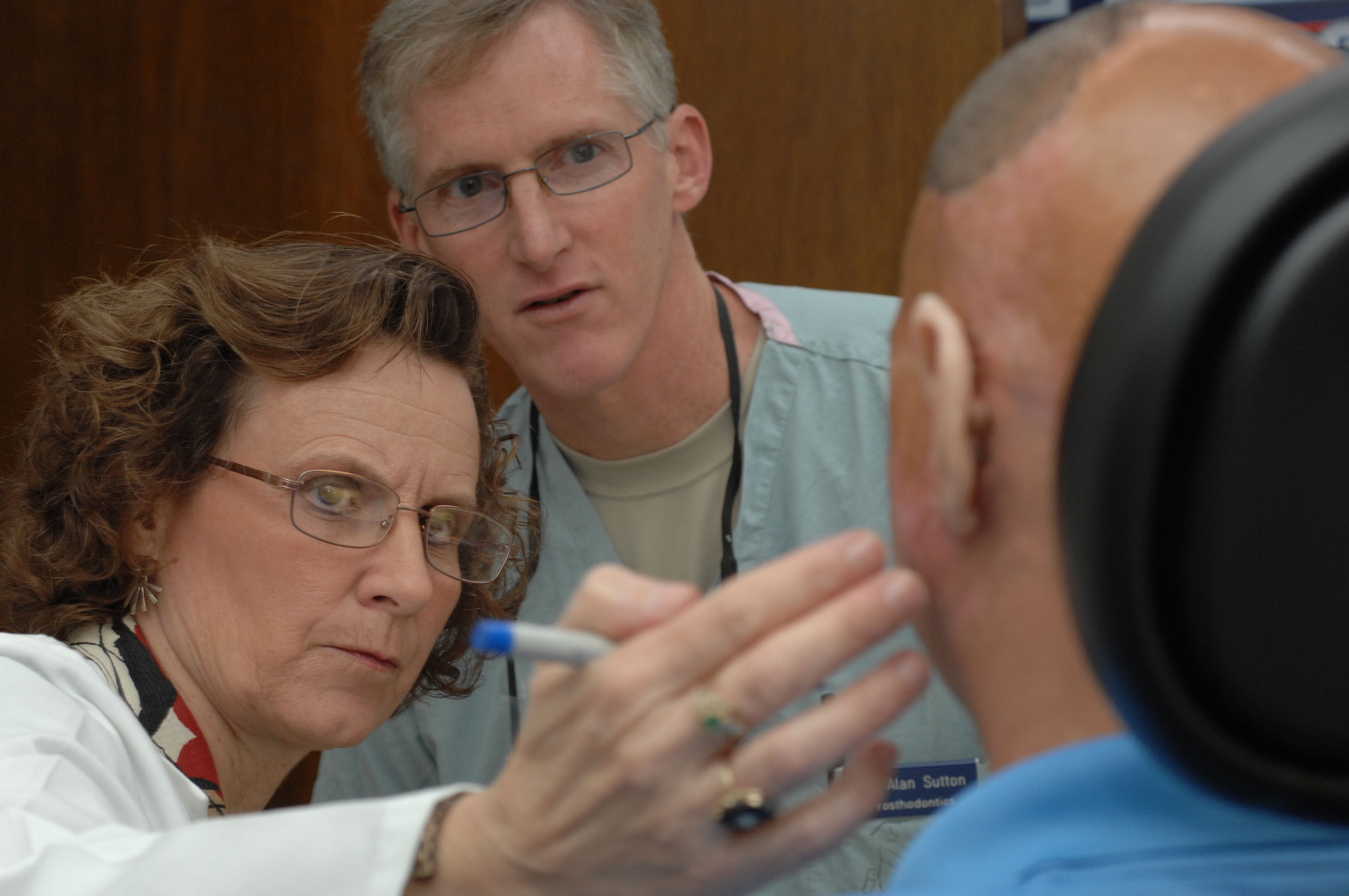
Un anaplastólogo adapta a un veterano de la guerra de Irak unas prótesis de oreja

La anaplastología (-  del griego : Anna  = de nuevo  + plastos =  - hecho , formado, moldeado  + logos  = estudio ') es una rama de la medicina que trata sobre las prótesis de rehabilitación de algo ausente, desfigurado o mal formado con una localización anatómicamente crítica a la cara o en el resto del cuerpo humano. El término anaplastología fue acuñado por Walter G. Spohn y se utiliza en todo el mundo.

## Descripción
Un anaplastólogo (también conocido como técnico en prótesis y tecnólogo maxilofacial) es un individuo que tiene conocimientos y habilidades para ofrecer el servicio de personalizar una prótesis facial (craneofacial), ocular o somática. En lugares de todo el mundo donde las prótesis faciales, oculares y somáticas no están disponibles, un dentista especializado en prótesis maxilofaciales (prótesis), o un dentista o un oculista, también se puede denominar anaplastólogo.
En lugares urbanos o más desarrollados, una persona que se conoce como anaplastólogo es el que trabaja únicamente con prótesis faciales, oculares o somáticas. En este contexto, hay veces que el anaplastólogo colabora con ortodoncistas y oculistas.
Los estudios de un anaplastólogo están formados por las artes y las ciencias. Se estudian artes visuales: fotografía, ilustración, escultura y pintura La biología, las ciencias del comportamiento, la ciencia de los materiales y la física son las ciencias estudiadas con énfasis en anatomía y fisiología superficiales de los seres humanos, ciencia de los polímeros, óptica, dermatología, cirugía oral y maxilofacial, otorrinolaringología y oncología.
La certificación en el ámbito de la anaplastologia la proporciona la Junta de Certificación en Anaplastologia Clínica (BCCA). Los profesionales certificados por BCCA se designan como anaplastólogo clínicos certificados y muestran su credencial con el título de CCA.

## Historia
En la Batalla del Somme, se calcula que se dispararon 4.000.000 de disparos, que causaron 20.000 heridos. Las personas heridas que no pudieron ser tratadas con cirugía plástica o con técnicas de cirugía reconstructiva disponibles en este momento se les dio la opción de llevar prendas personalizadas para restaurar el aspecto natural de su cara. Estas piezas fueron elaboradas por escultores. Una escultora notable que creó piezas protésicas para víctimas de la guerra fue Anna Coleman Ladd, miembro de la Cruz Roja que hizo los moldes de las caras de sus pacientes y luego, a mano, creó piezas de cobre galvanizado, lámina de estaño y de cabello humano. para que se portessinn. Las piezas de Ladd se aseguraron con bandas alrededor de la cabeza, que menudo estaban ocultas por falsas gafas.

### En los medios de comunicación
- En el musical de 1986, The Phantom of the Opera, de Andrew Lloyd Weber, el personaje de Erik lleva una máscara facial para ocultar sus deformidades faciales.
- En la película de 2004, The Libertine, John Wilmot, segundo conde de Rochester, que se muestra al actor estadounidense Johnny Depp, muestra una máscara facial para cubrir las llagas en la cara causadas por la sífilis.[4]
- En el programa de televisión 2010 Boardwalk Empire, el personaje Richard Harrow lleva una máscara de lata con gafas para ocultar la desfiguración de su cara que sufrió durante su servicio de soldado en la Primera Guerra Mundial.